# 托纳波尼小圣堂

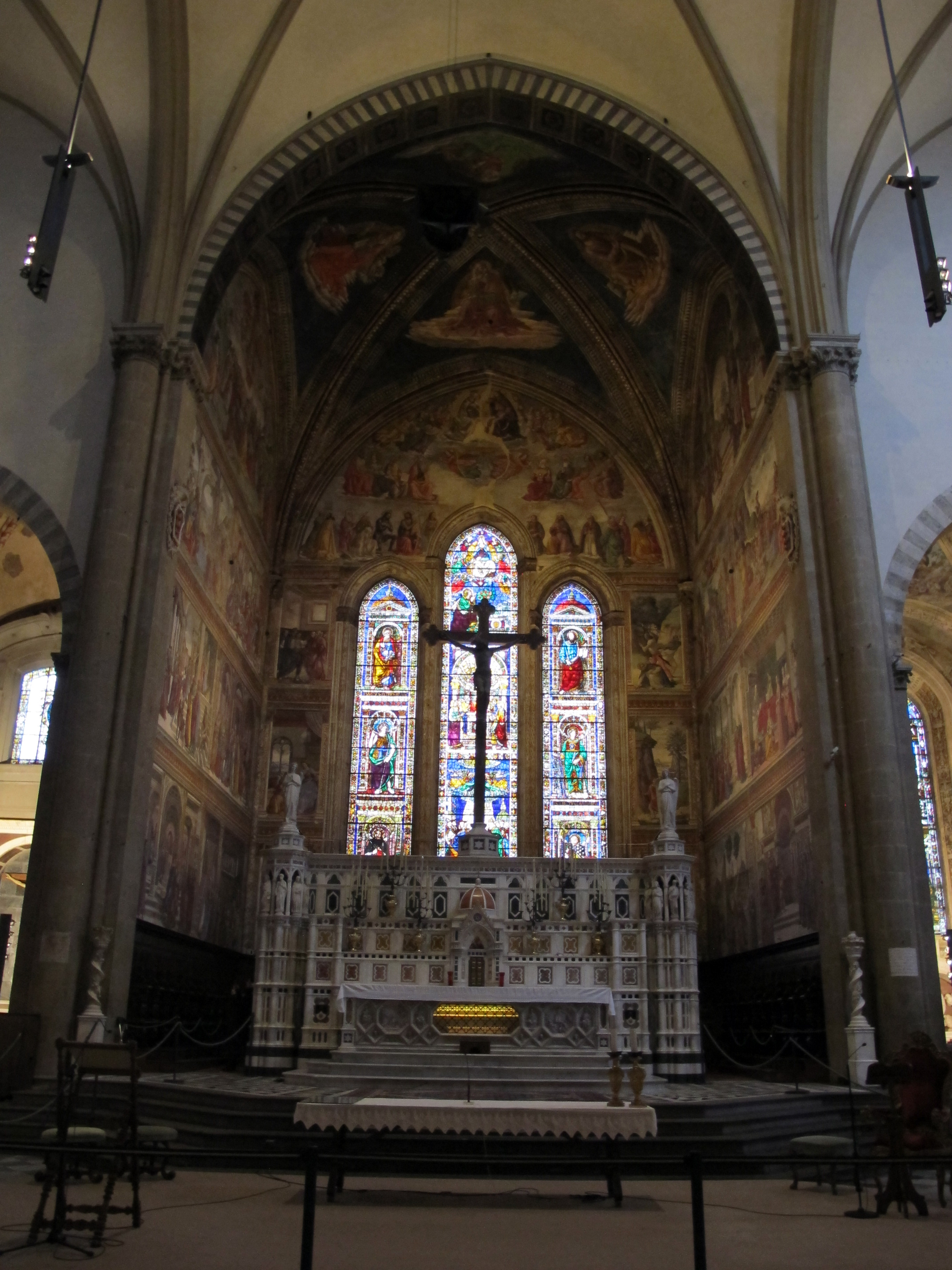
托纳波尼小圣堂

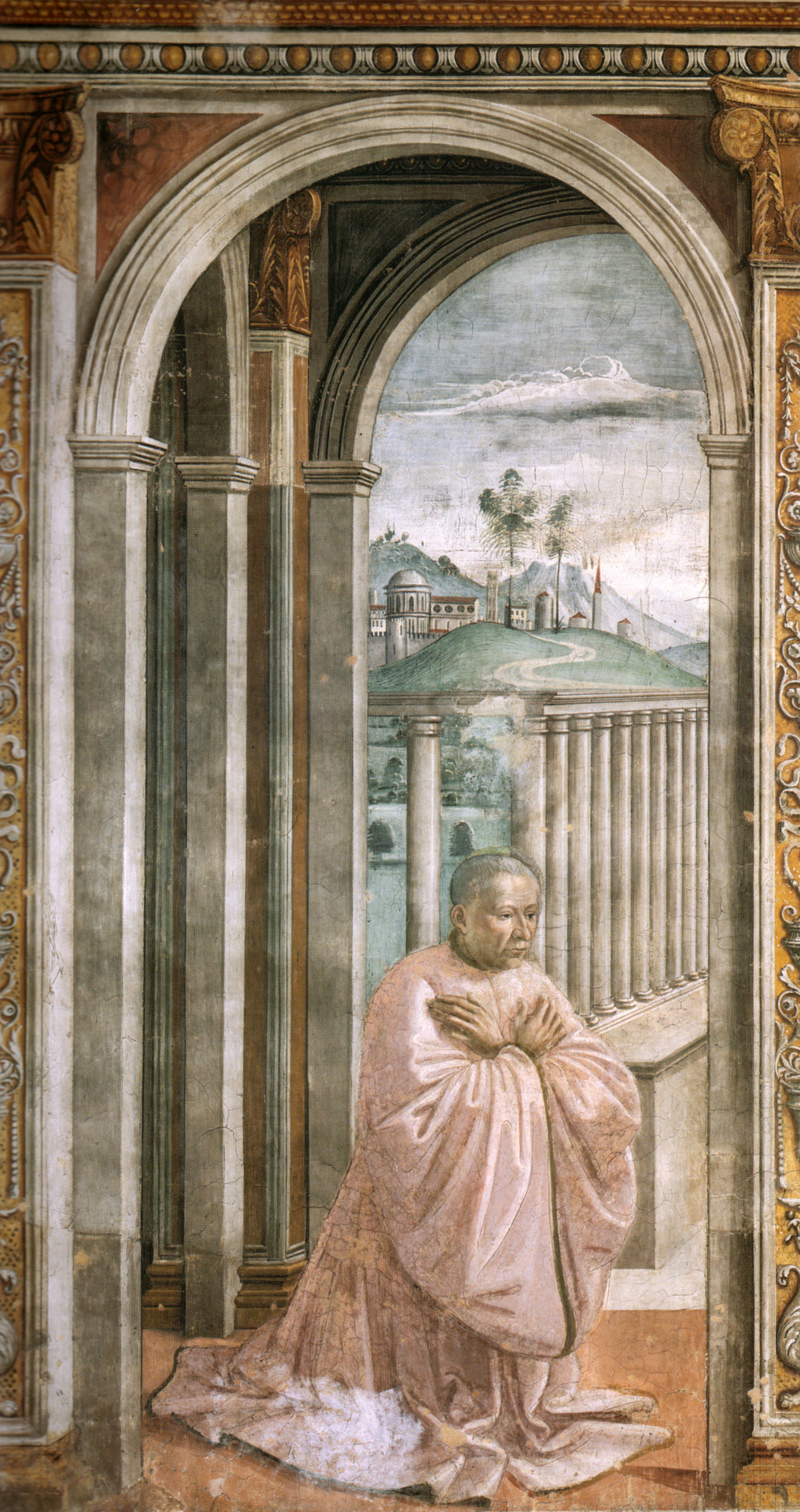
乔万尼·托纳波尼

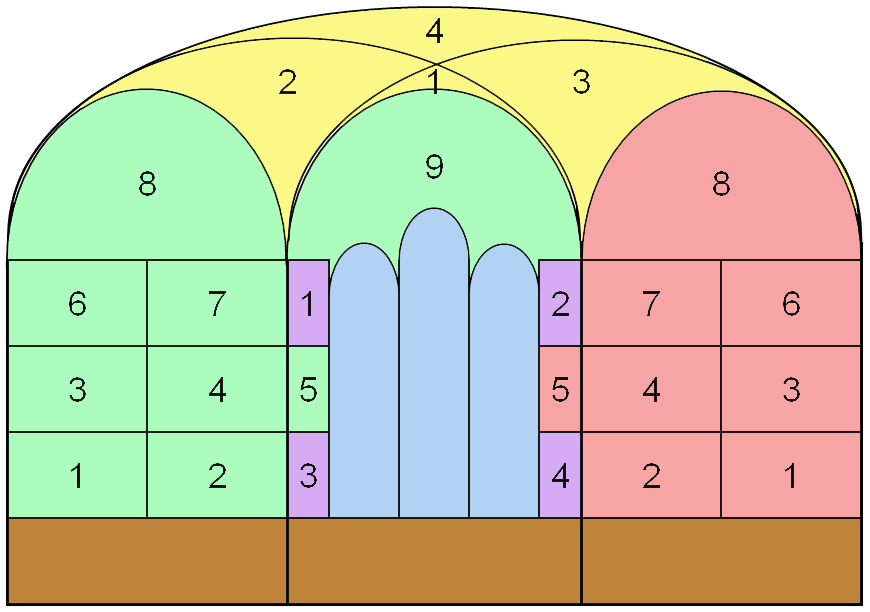
绿色：“圣母生平”；红色：“圣若翰洗者的故事”；紫色：Episodes of the Lives of Dominican Saints and the two patrons.黄色：圣史

托纳波尼小圣堂（意大利语：Cappella Tornabuoni）位于意大利佛罗伦萨由多明我会管理的新圣母大殿内，以保存完好的壁画而著称，由多梅尼科·吉兰达约（Domenico Ghirlandaio）工作室创作于1485-1490年。
1485年9月1日，乔万尼·托纳波尼委托多梅尼科·吉兰达约完成三面墙上的壁画，左侧为圣母的生平；右侧为圣若翰洗者的生平；拱顶上为圣史。
| 圣母生平 小圣堂左侧： 1. 若亚敬被逐出圣殿 2. 圣母降生 3. 圣母进殿 4. 圣母的婚礼 5. 圣母领报 6. 基督降生（三王来朝） 7. 屠杀婴孩 8. 圣母升天 9. 圣母加冕 | 圣若翰洗者的生平 小圣堂右侧： 1. 天使向匝加利亚显现 2. 圣母往见 3. 若翰降生 4. 匝加利亚写儿子的名字 5. 若翰在沙漠中 6. The Preaching of the Baptist 7. 基督受洗 8. 希律王的宴会 |

| 多明我圣人和捐赠者 中墙： 1. 圣多明我 Tests Books in the Fire 2. 圣伯多禄殉道 3. 捐赠者Giovanni Tornabuoni 4. 捐赠者的妻子 Francesca Pitti | 圣史 拱顶： 1. 圣史若望 2. 玛窦 3. 路加 4. 马尔谷 |

## 圣母的生平

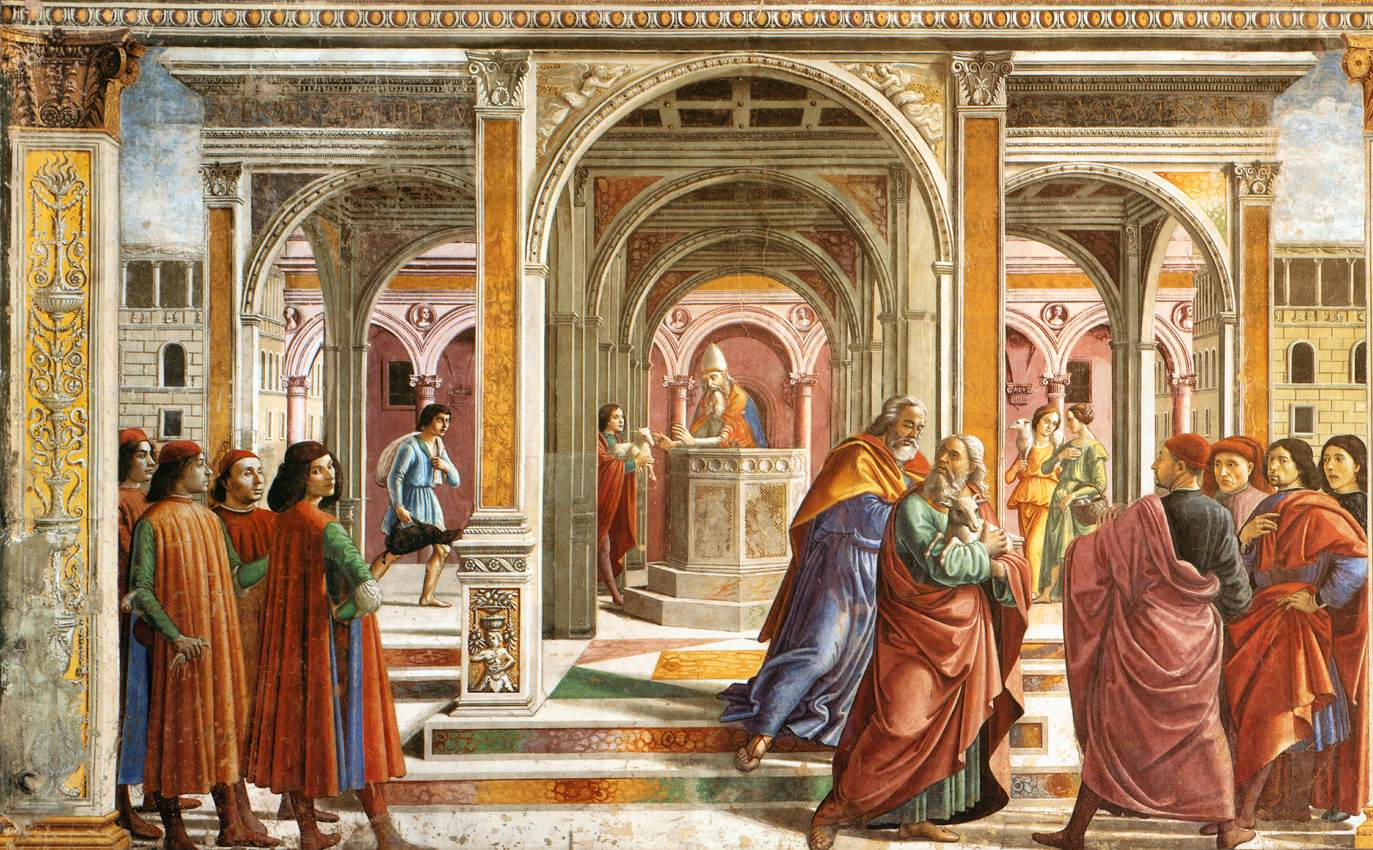
若亚敬被逐出圣殿
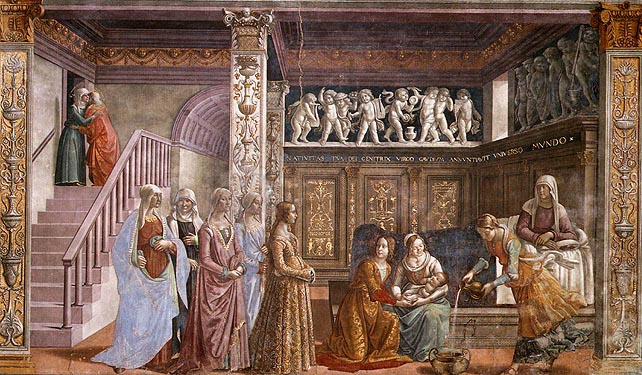
圣母降生
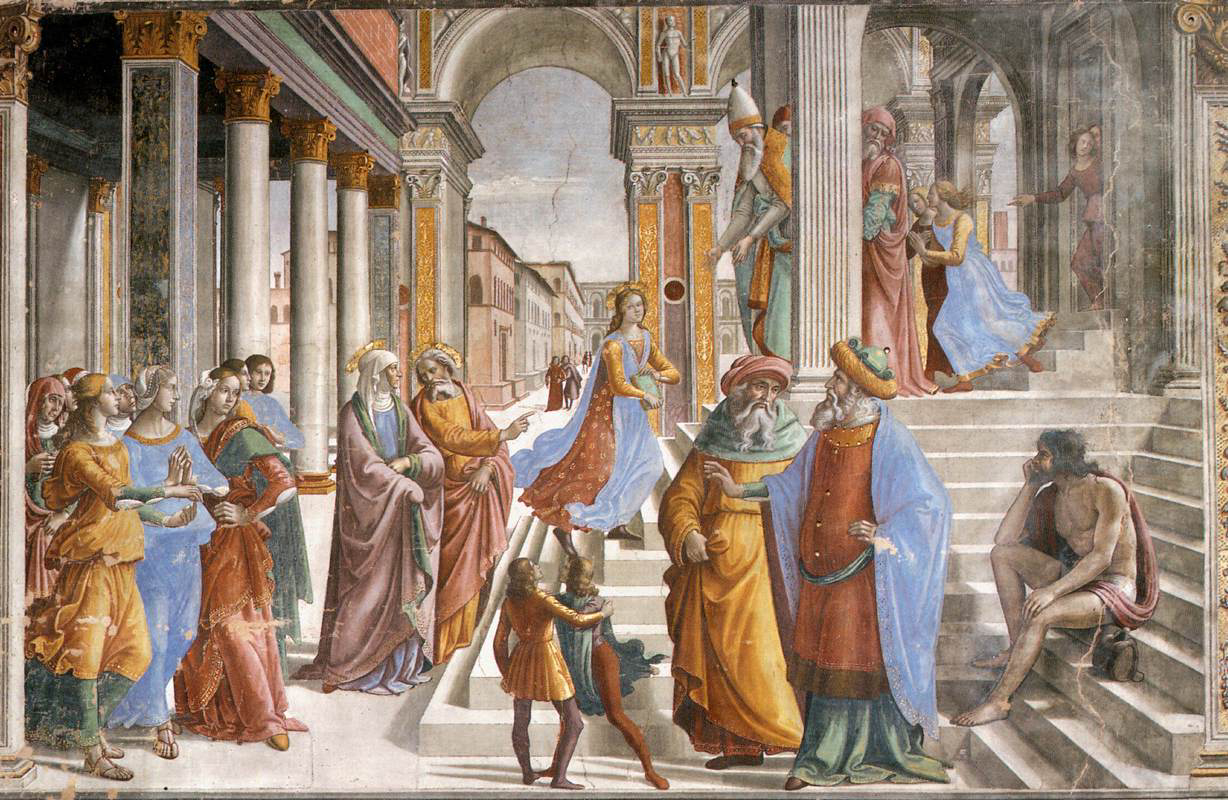
圣母进殿
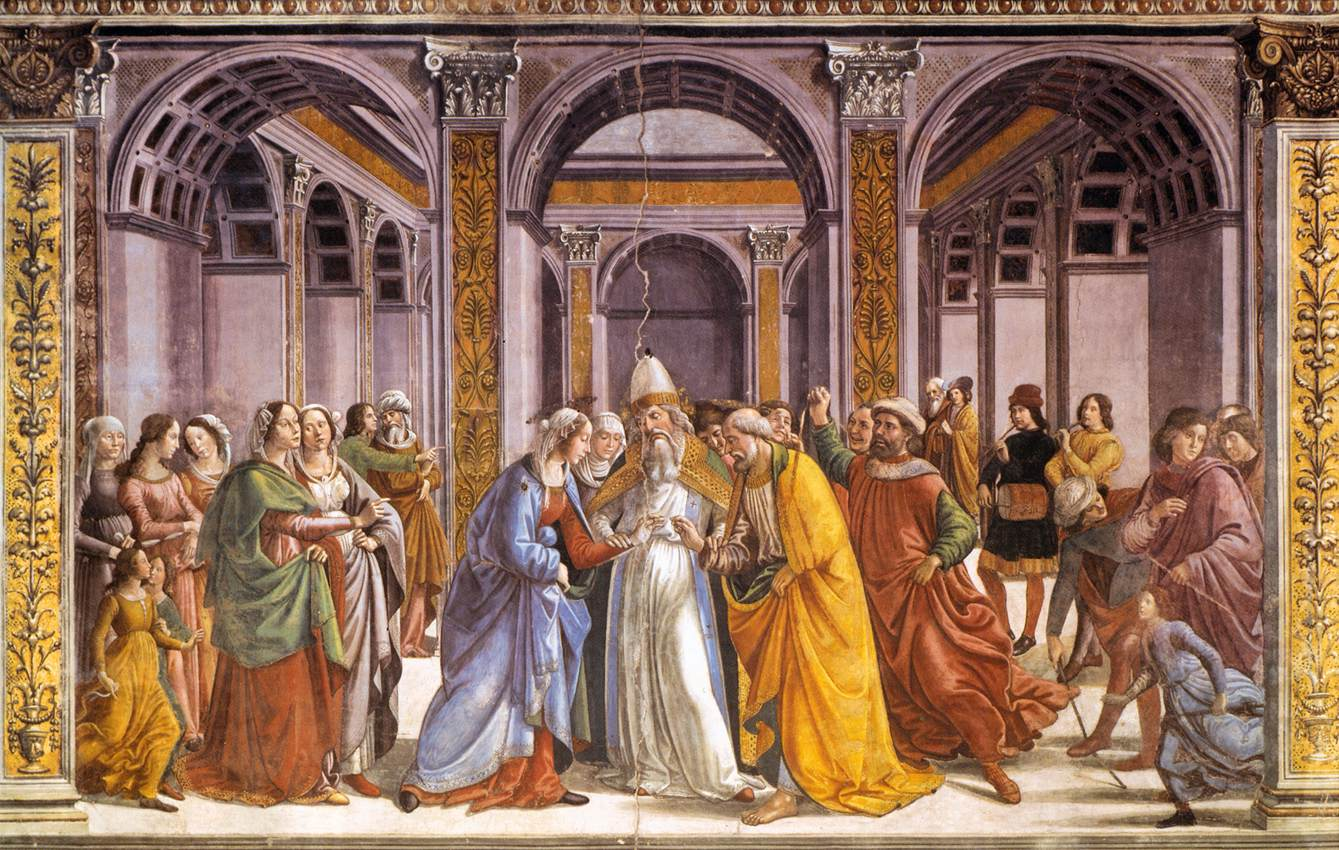
圣母的婚礼
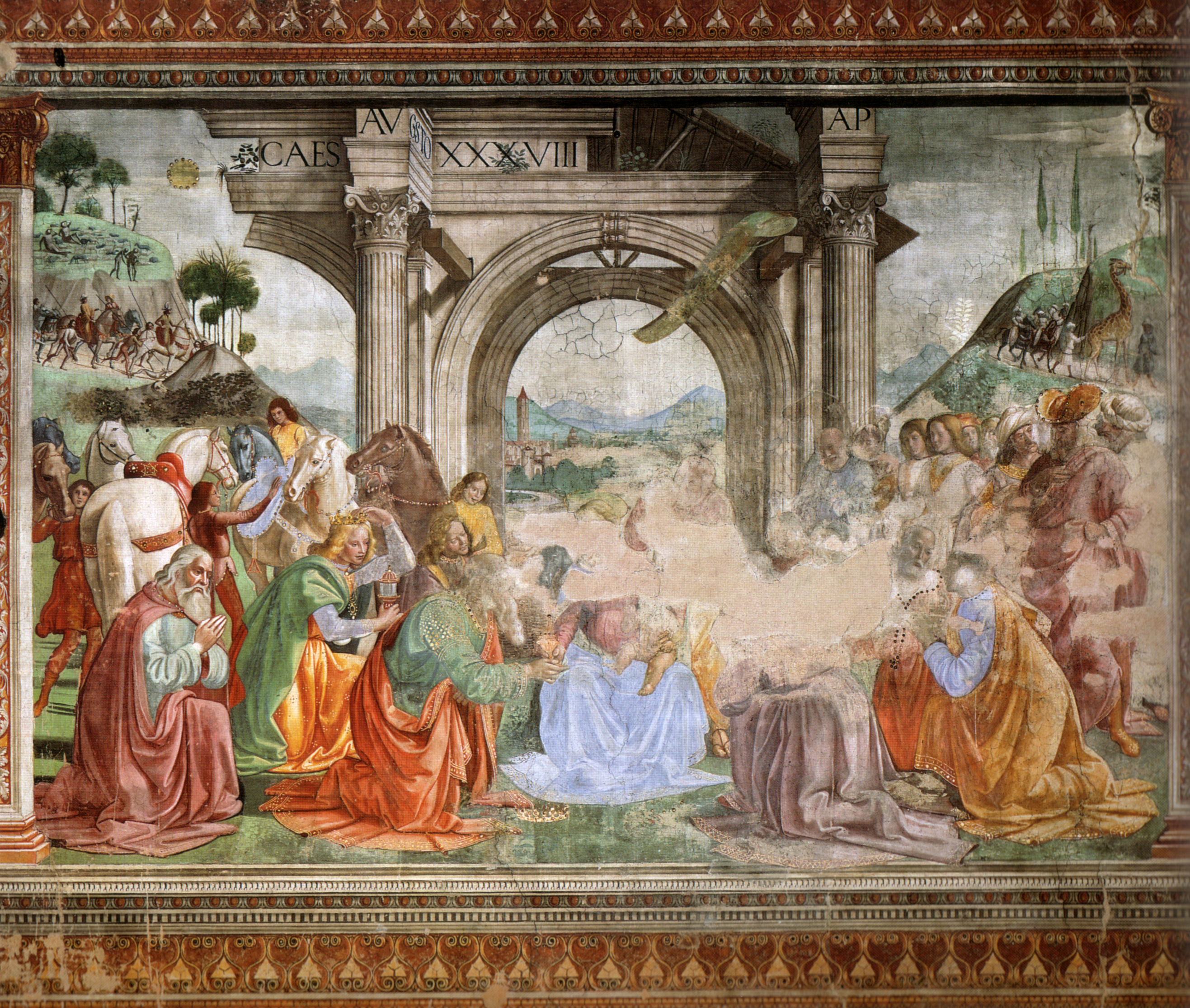
三王来朝
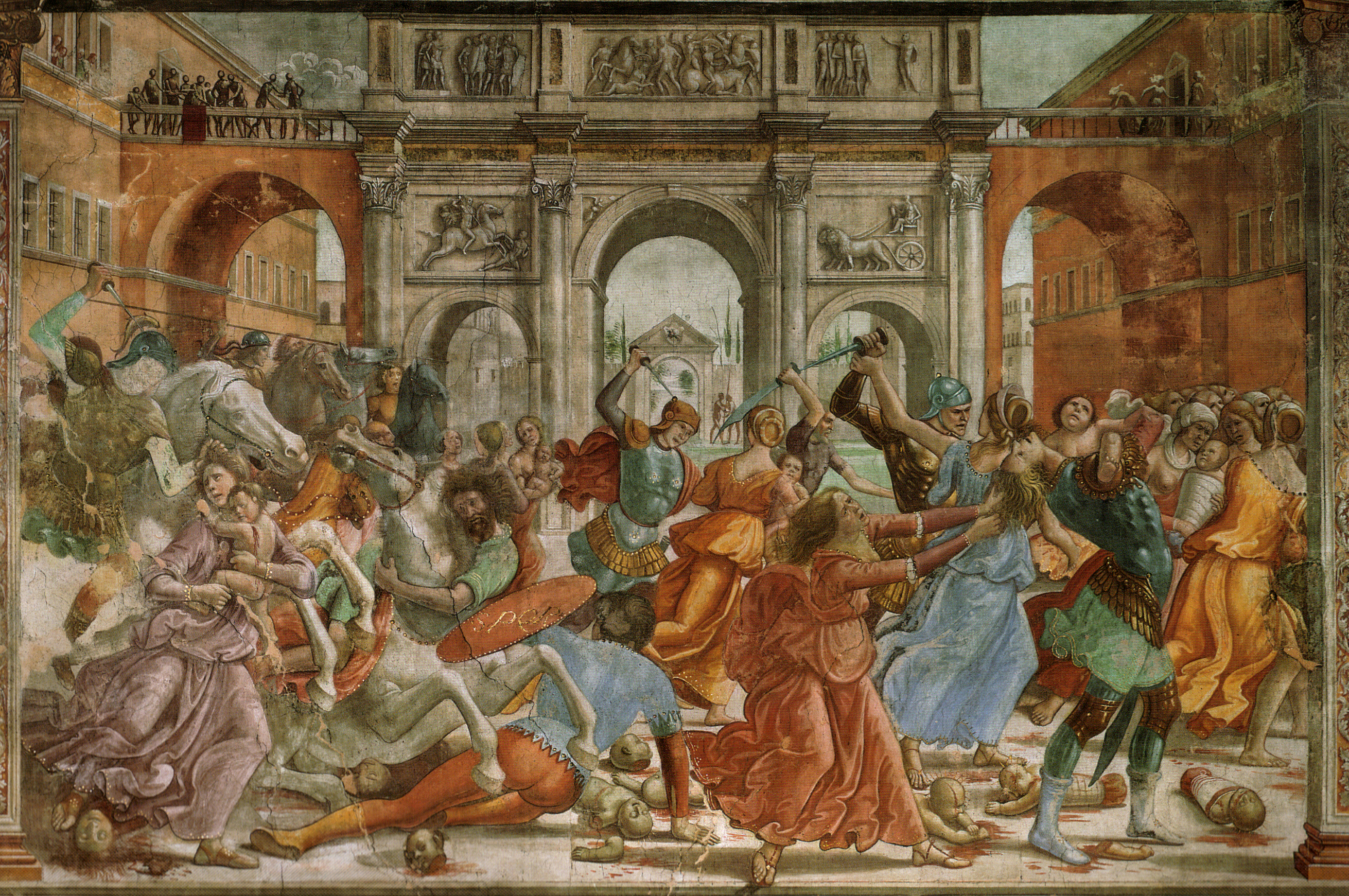
屠杀婴孩
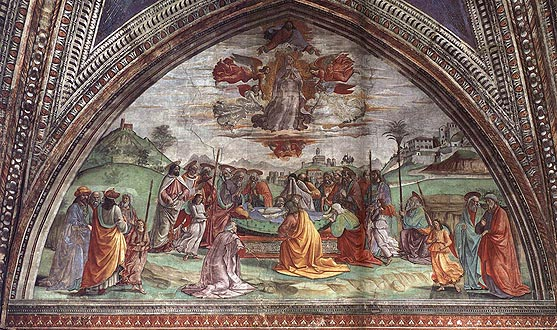
圣母升天

## 圣若翰洗者的生平

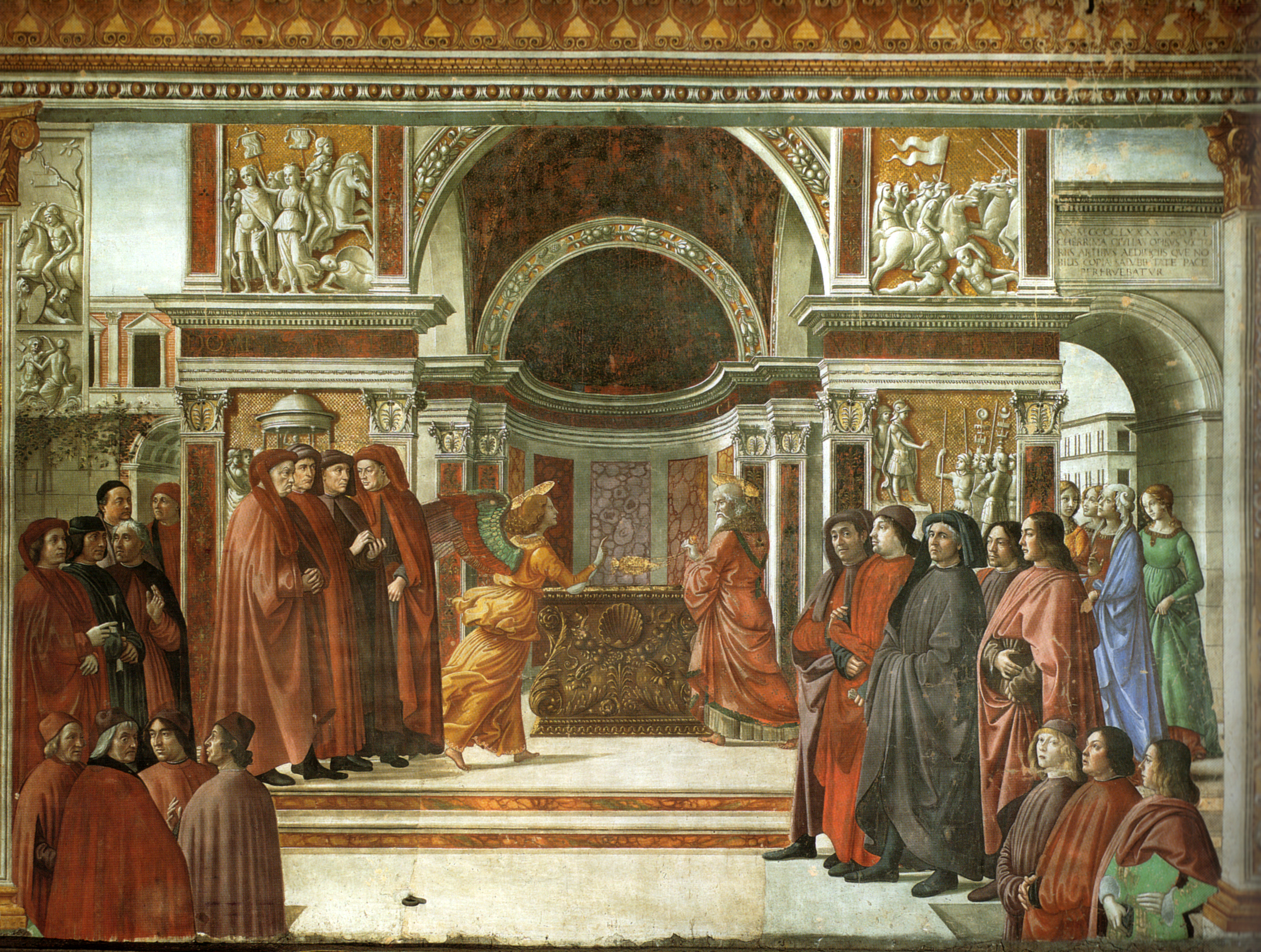
天使向匝加利亚显现
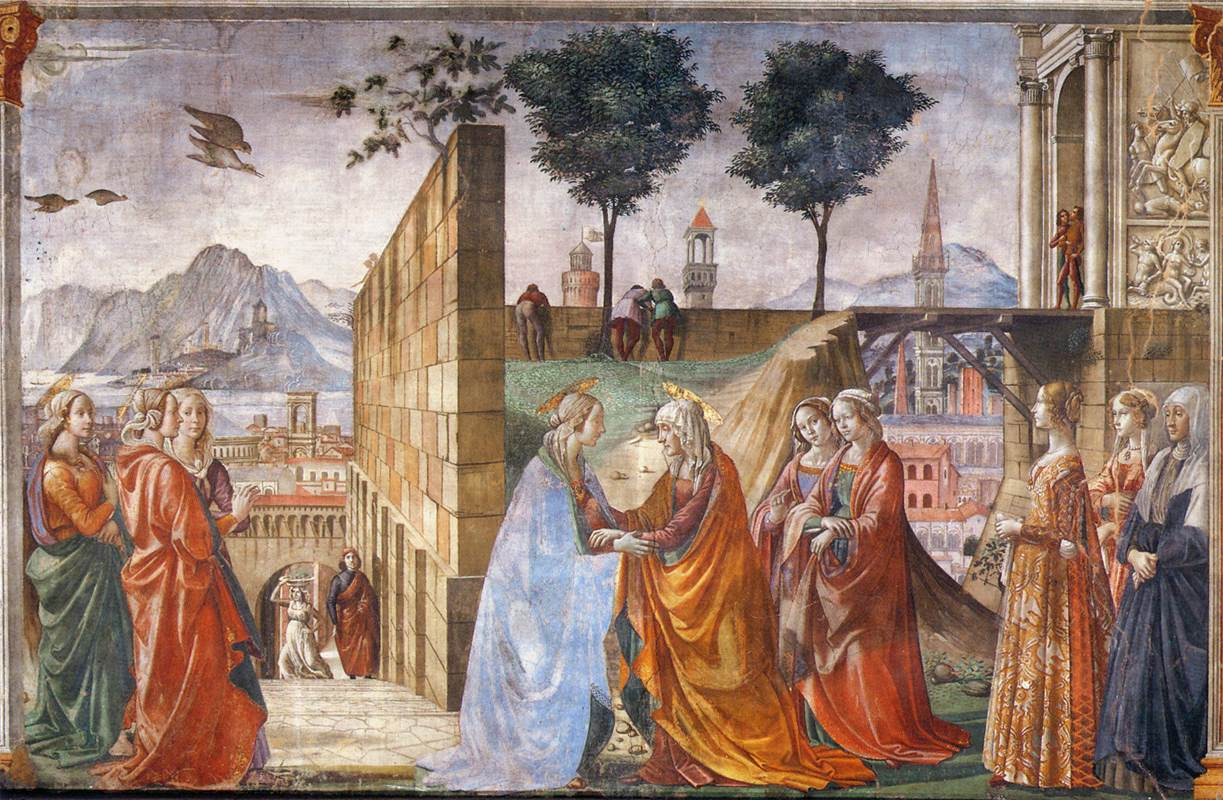
圣母往见
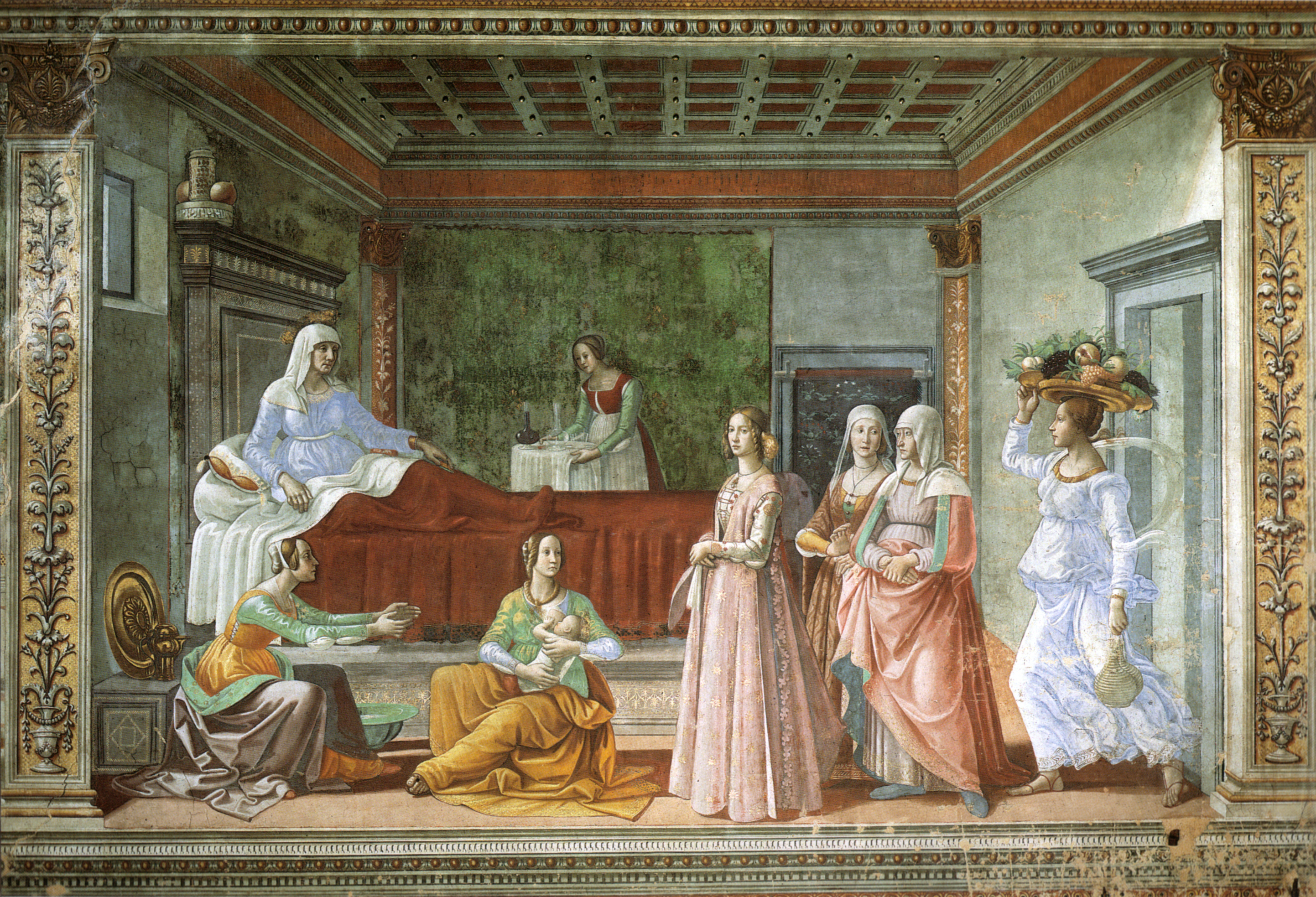
若翰降生
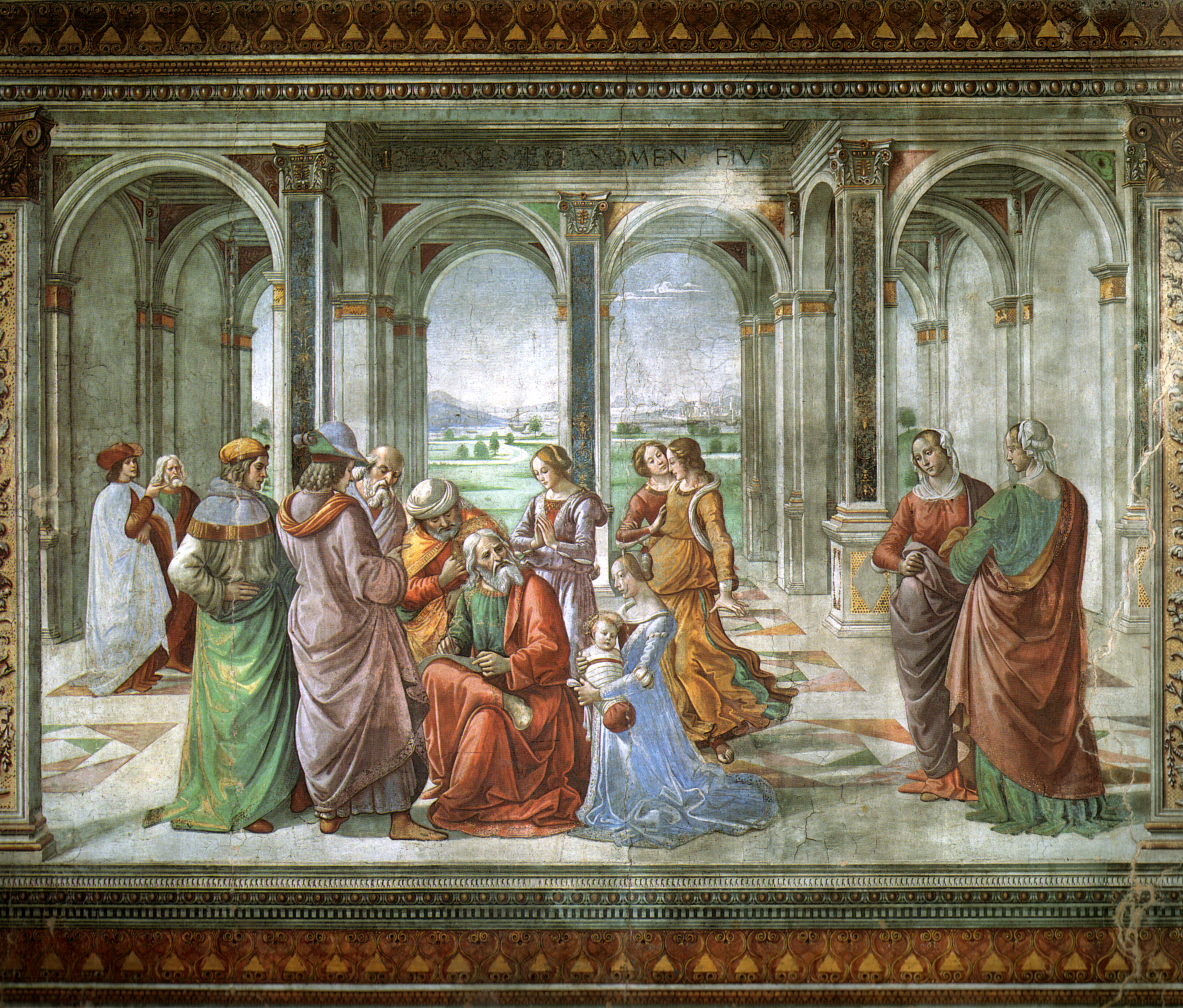
匝加利亚写出儿子的名字
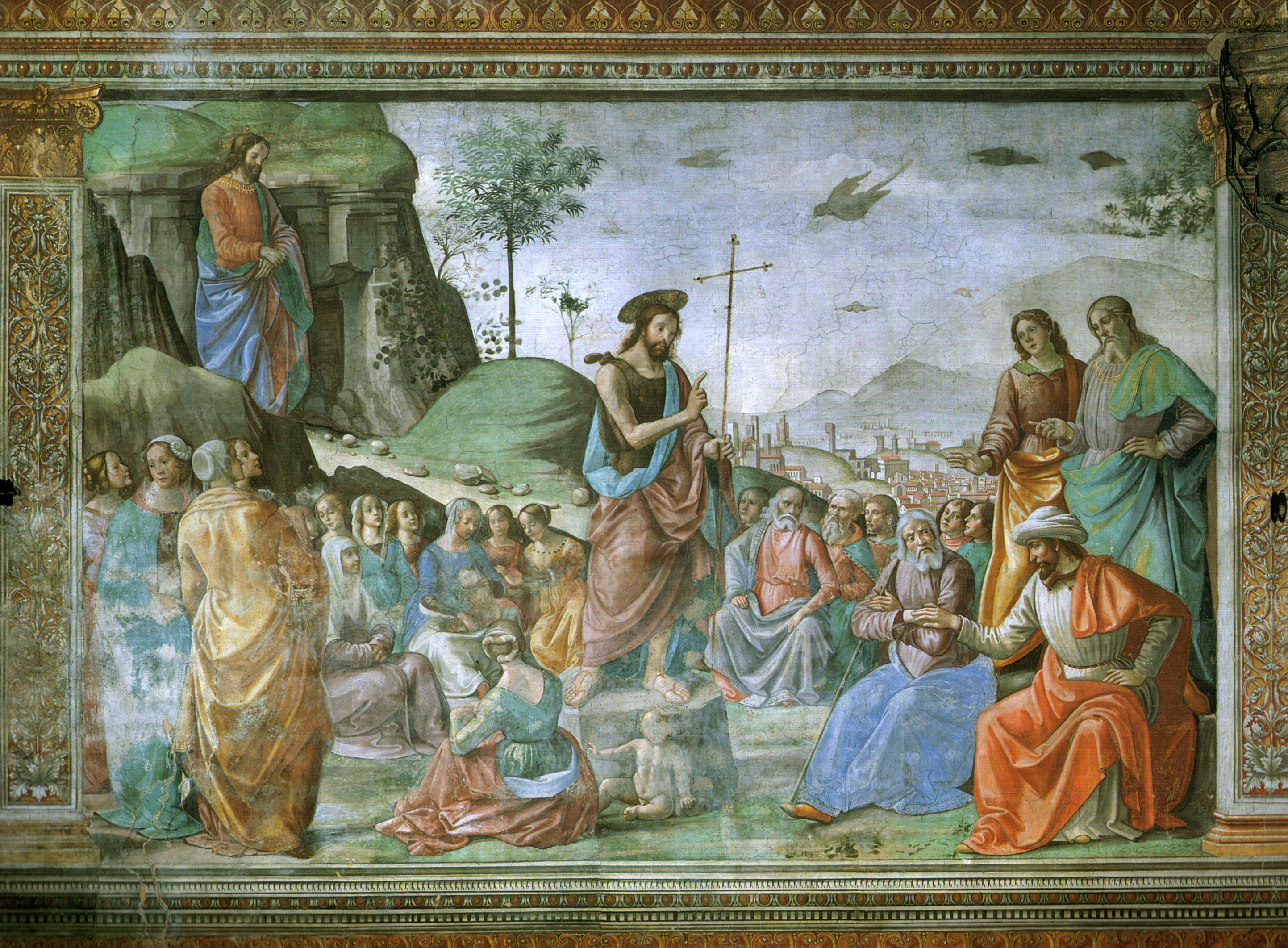
Predication of the Baptist
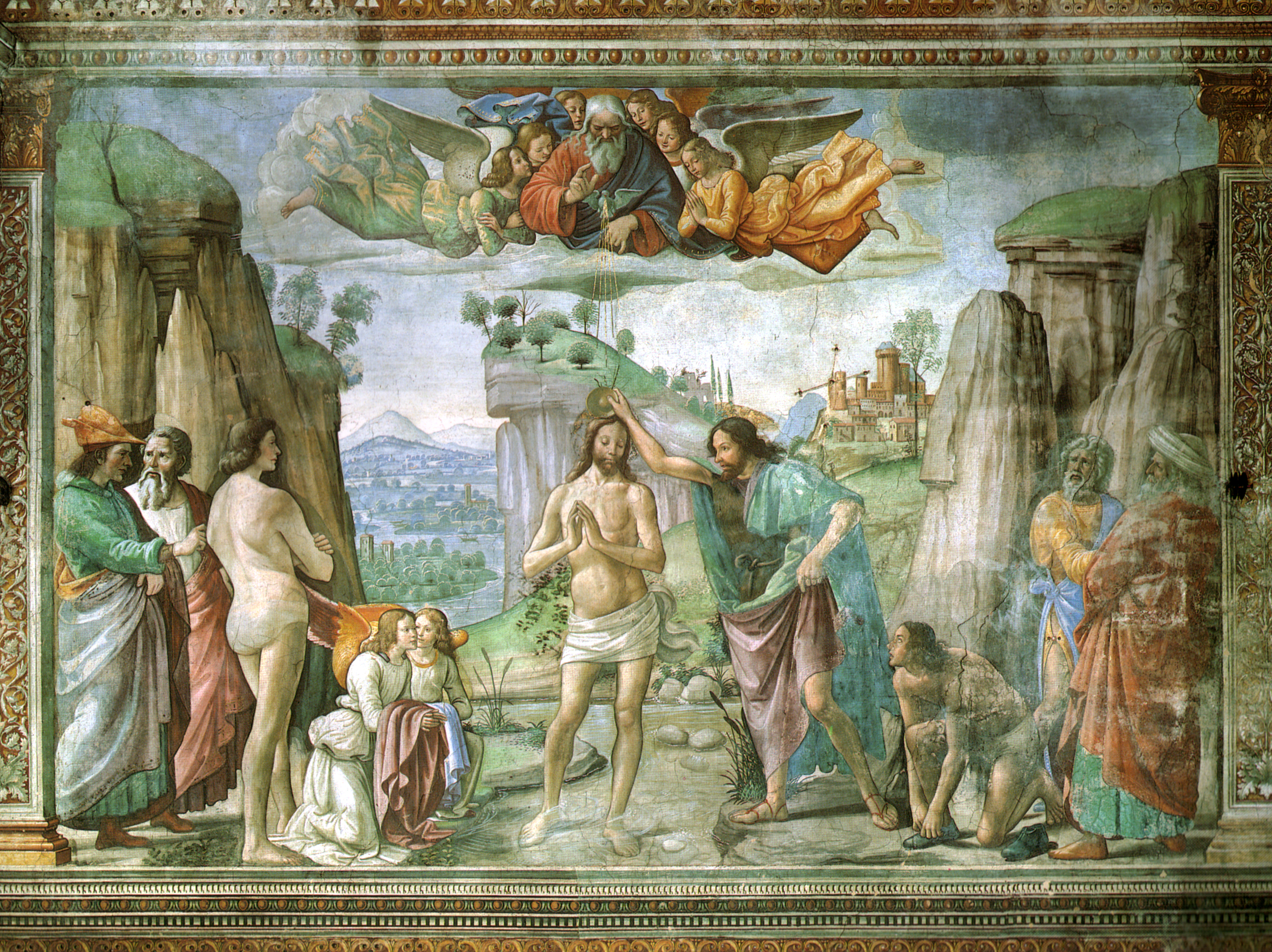
基督受洗
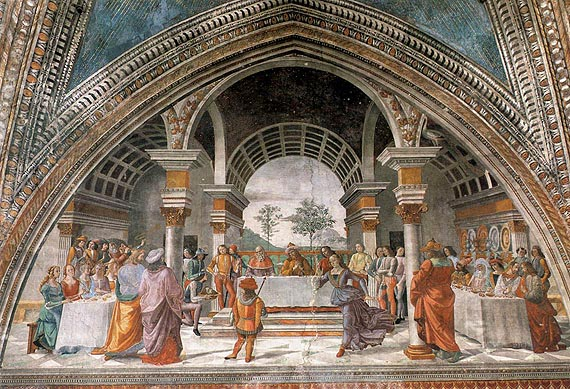
希律王的宴会

The Four Evangelists
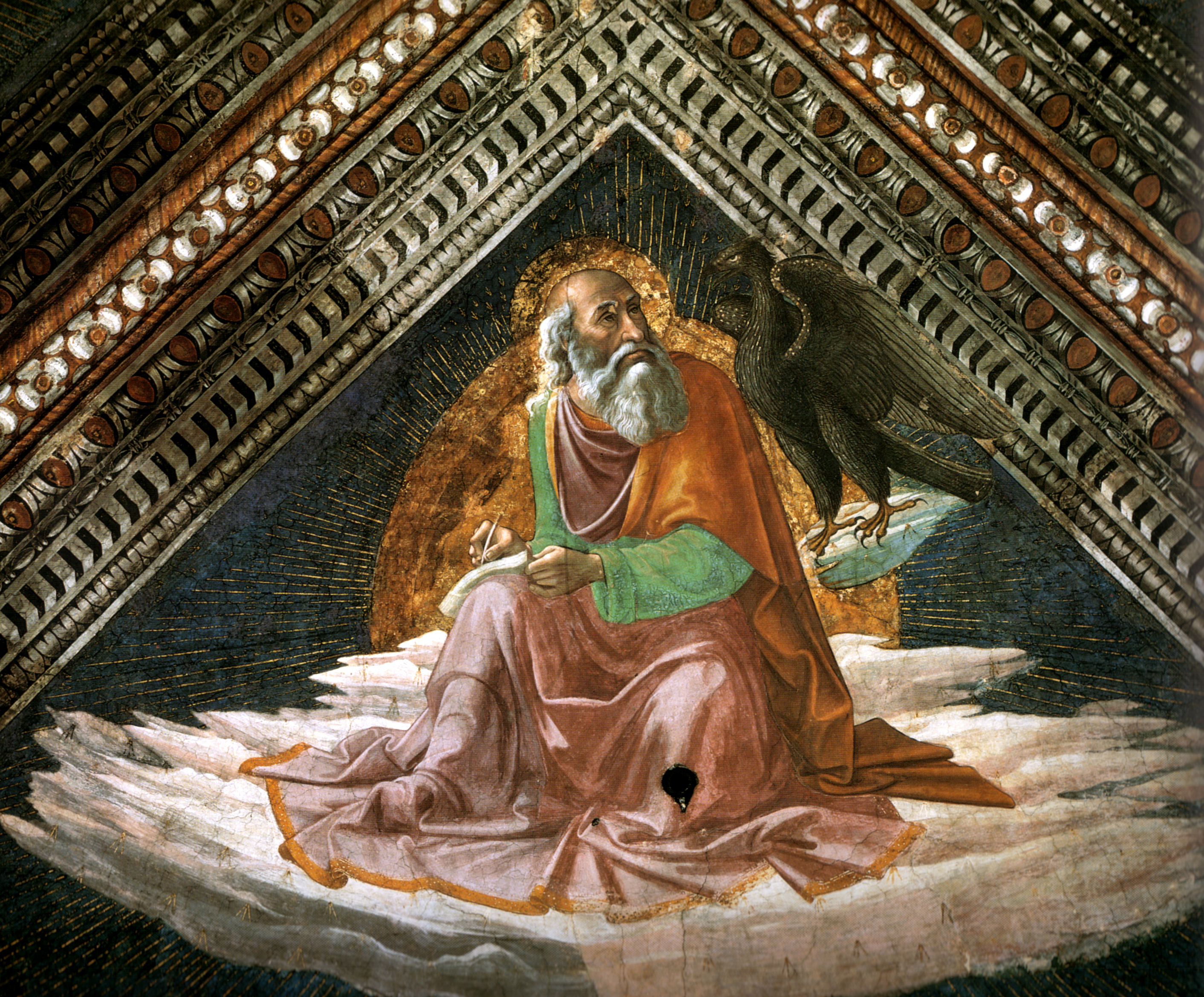
圣史若望
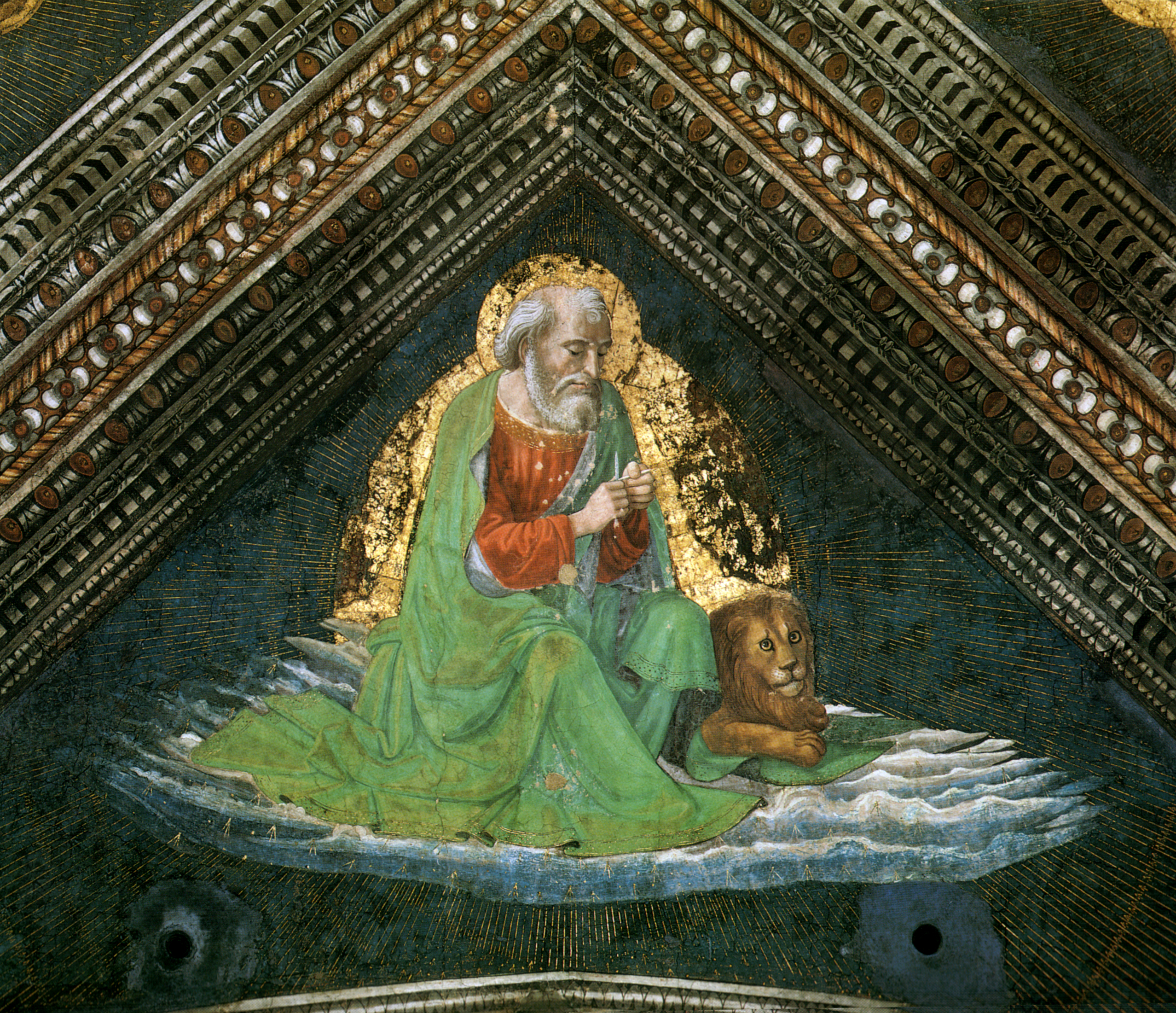
玛尔谷
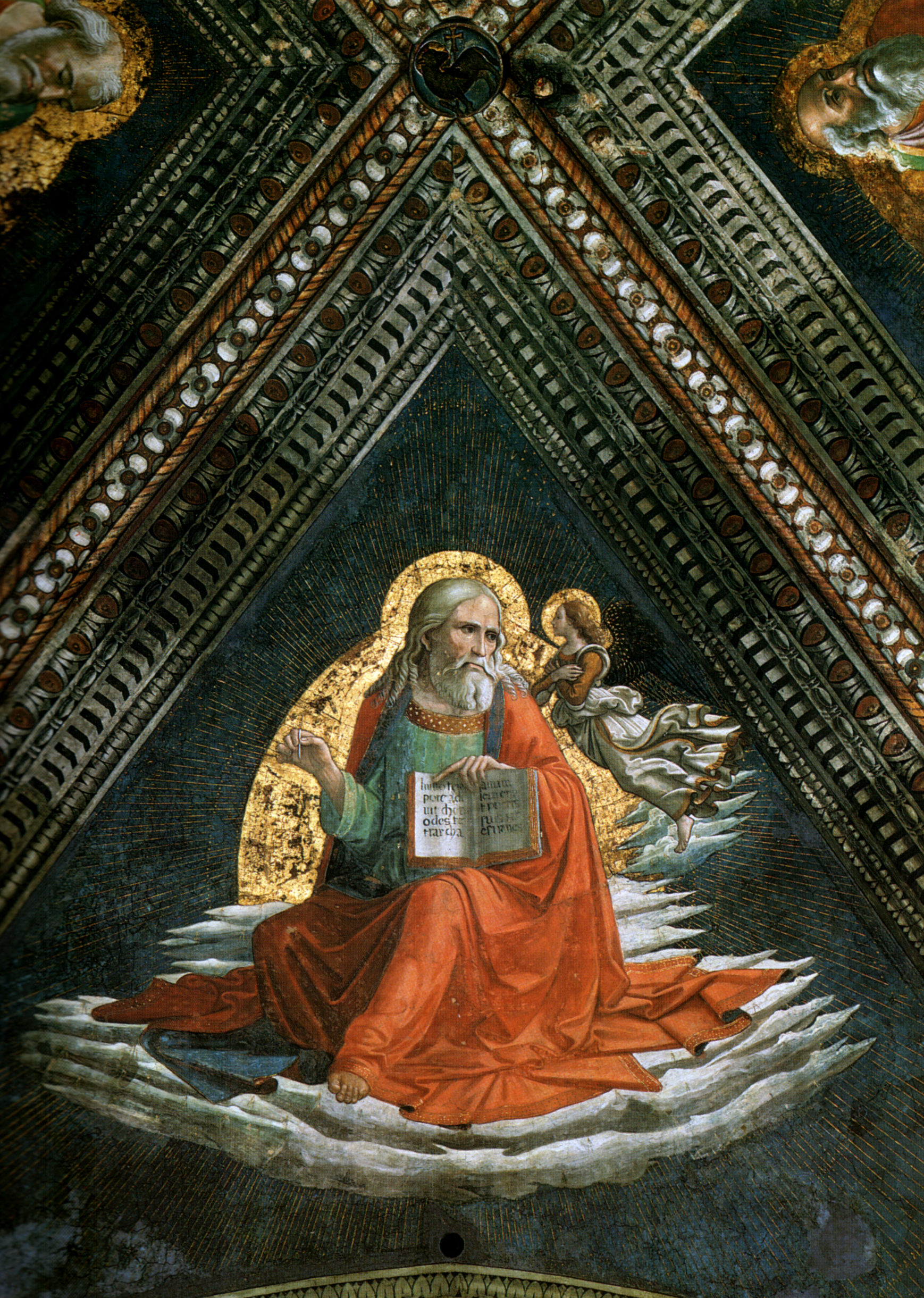
玛窦
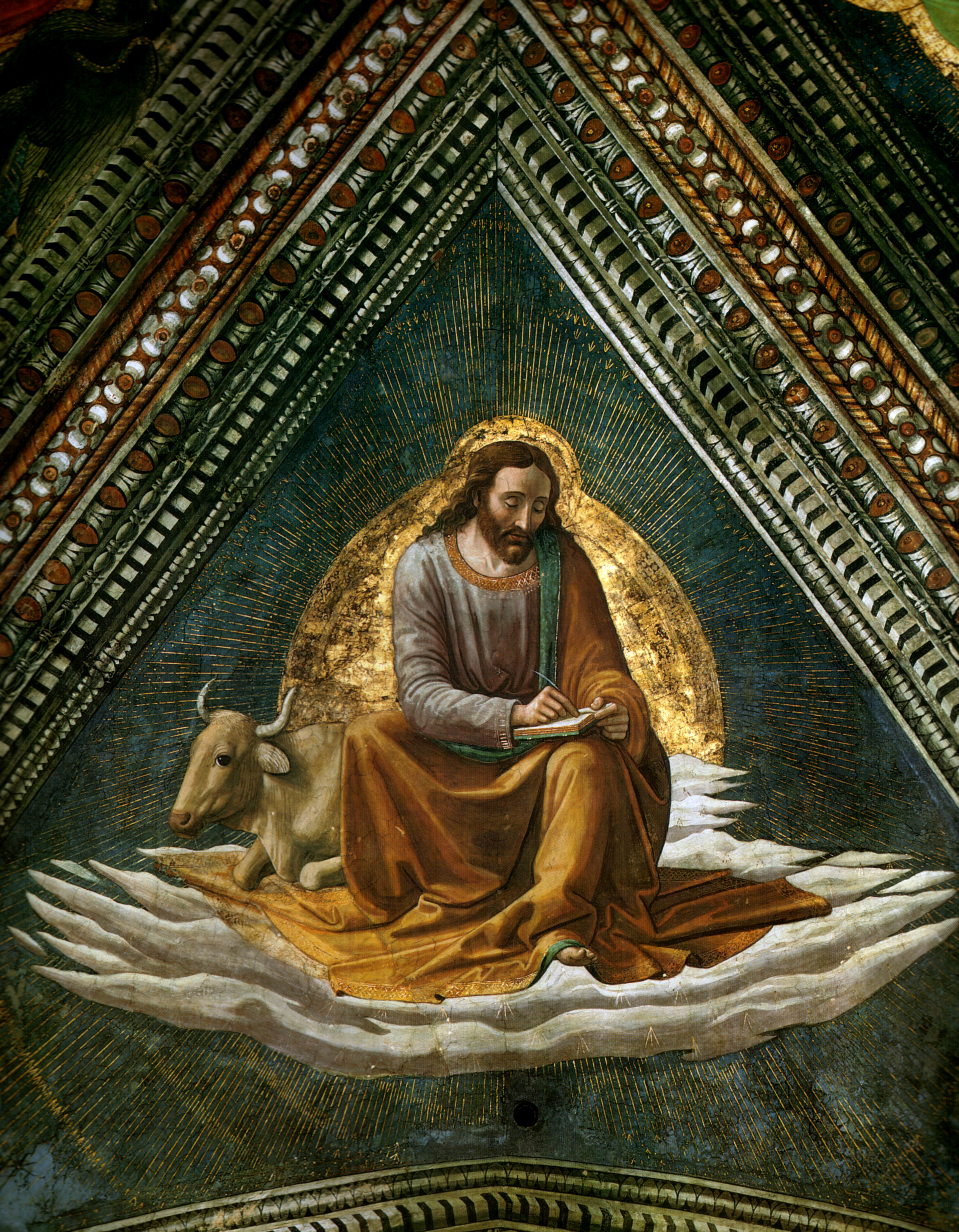
路加